# Жавари
Жавари или Явари (на португалски: Rio Javari, Javary; на испански: Rio Yavari) е гранична река между Перу (регион Лорето) и Бразилия, (щата Амазонас), десен приток на Амазонка. Дължината ѝ е 1056 km, а площта на водосборния басейн – 91 000 km² (1,26% от водосборния басейн на Амазонка).
Река Жавари води началото си на 530 m н.в. от източните подножия на Перуанските Анди в региона Лорето на Перу. По цялото си протежение, с изключение на най-горното си течение, служи за граница между Перу и Бразилия, като протича през западната част на Амазонската низина, сред гъсти и влажни екваториални гори, с бавно и спокойно течение и стотици меандри. В горното и част от средното течение има посока север-североизток, а в част от средното и долното – североизточна. Влива се отдясно в река Амазонка, на 62 m н.в., при бразилското градче Бенджамин Констан.
Основни притоци: леви – Явари Мирим (338 km); десни – Кируса (530 km, най-голям приток), Итуи (480 km). Подхранването ѝ е предимно дъждовно. Пълноводието ѝ е от декември до май, когато е сезонът на дъждовете, а маловодието – през август и септември. Средният годишен отток в долното течение е 4260 m³/s. Плавателна е за плитко газещи речни съдове на около 500 km от устието. Поради непроходимите гори и блата, през които преминава, а също, че е гранична река, долината на ѝ е много слабо населена, като има само 9 малки населени места, предимно индиански села, от които 5 на бразилска и 4 на перуанска територия.